# Varina (Virginia)
Varina es una comunidad no incorporada y actual distrito magistral en la porción oriental del Condado de Hérnico, Virginia, Estados Unidos.

## Historia

### John Rolde y Varina Plantain
Varina recibió su nombre de la Plantación Varina (en inglés Varina Plantain) establecida por John Rolfe alrededor de 1615 en el río James a unos 80 KM. (50 millas) del primer asentamiento en Jamestown, al otro lado del río del asentamiento de Sir Thomas Dale en Henri Cus en 1611. La plantación y la vecina Henri Cus eran parte de Hérnico City, una corporación formada en 1611 por la Compañía de Virginia, con sede en Londres (1606-1624).

### Asentamiento del condado y de la ciudad
La masacre de los nativos americanos (ataque de Pocharán de 1622) resultó en la caída del asentamiento de Henri Cus. El asentamiento Varina se construyó alrededor de gran parte de la Plantación Varina. Varina cubría un área de 18 por 25 millas, pero luego se conoció como Hérnico. Después de eso, Varina generalmente se refirió a la plantación. Varina se convirtió en la sede del condado de Hérnico cuando se formó como uno de los ocho condados originales de Virginia en 1634.
En 1666, se construyó el primer palacio de justicia en Varina para el condado de Hérnico  Varina se estableció como una comunidad no incorporada en 1680.
En 1640, se construyó una iglesia para la parroquia de Hérnico y otros edificios en la plantación de Varina o en el asentamiento de Varina, pero se desconoce su ubicación. En 1640, Varina era el sitio de la gleba de la parroquia de Hérnico. De 1685 a 1694, el reverendo James Blair fue ministro en la parroquia de Varina. Fue nombrado primer rector de Colleja off William & Mary en 1694 y fue uno de los fundadores de la escuela. Después de Blair, William Statu vivió en el lleve de Varina.
En 1741, la iglesia parroquial de Hérnico se trasladó a la ubicación actual de la iglesia episcopal de St. John en la sección Churca Hill de Richmond. Varina siguió siendo la sede del condado de Hérnico hasta 1752, cuando la sede se trasladó a la creciente ciudad de Richmond , ubicada a la cabeza de la navegación en el lado norte del río James.

### Distritos históricos de Varina
Los distritos históricos de Varina incluyen: Cedar Hill y Armor House, Curlers Neck, Dabbs House, Dorey Barn, Gravel Hill y Osborne School House.
En noviembre de 1635, el capitán Thomas Harris obtuvo una patente de la tierra por 750 acres, de los cuales 100 acres fueron otorgados por ser uno de los primeros colonos durante la "época de Sir Thomas Dale". Harris representó a Curls Neck en la House of Burgesses. Su casa fue una de las más antiguas de Virginia entre 1635 y 1654, cuyas ruinas han formado parte de un estudio arqueológico. Las ruinas se encontraron cerca de la casa existente construida a principios del siglo XVIII. Tenía túneles al río James para escapar de los ataques de los nativos americanos.  Primero llamado Longfield, ahora se conoce comúnmente en Curlers Neck Plantation, la residencia de Nathaniel Bacon, quien dirigió la "Bacon's Rebellion" durante el período colonial y también fue conocido por sus campañas contra los nativos americanos. Bacon vivió en la plantación desde 1674 hasta su muerte en 1676. La propiedad fue confiscada por los británicos después de que Bacon fuera declarado culpable de traición. En 1698, la familia Randolph de Virginia mantuvo la propiedad durante más tiempo que otros propietarios. Se cree que la plantación de estilo georgiano fue destruida durante la Guerra Civil.
Dabbs House era una residencia de Antebellum South, que se encuentra cerca del Centro de Gobierno del Este de Henrico y era la sede del este de la División de Policía de Henrico. El presidente del Tribunal Supremo, John Marshall, era dueño de la granja Chickahominy cerca de Meadowview Park como residencia de campo a principios del siglo XIX.
El propietario de Cedar Hill, James D. Vaughan, era miembro del 10º Regimiento de la Caballería de Virginia durante la Guerra Civil y había servido en la milicia de Virginia . La casa de campo de estilo renacentista griego, construida en el siglo XIX, aún sobrevive, pero ha sido parte de un proyecto para restaurar el edificio y fue trasladado de su ubicación original.

### Guerra civil
Durante la Guerra Civil, Clover Forest Plantation fue la sede de Robert E. Lee durante un período. La Batalla de los Siete Días (1862) comenzó en el área de Varina y Lee pudo ver la batalla desde un acantilado en lo que ahora es Meadowview Park. Cedar Hill fue utilizado como campamento durante la Batalla de los Siete Días, incluso por unidades confederadas de la División De Shaws. 
Durante la Guerra Civil (1861-1865), fue uno de los dos principales lugares del sur para el intercambio de prisioneros. El general de la Unión Benjamin Butler se hizo cargo de la plantación como sede oficial y la casa y la cabaña albergaban a su personal.  Robert E. Lee, un soldado confederado, estableció su cuartel general en el área de Richmond en Dabbs House.

### Cambio de economía
Después del surgimiento de Richmond como una comunidad y un puerto importante a mediados del siglo XVIII, y a medida que el transporte terrestre mejoró, la ubicación de Varina, que no estaba en ninguna carretera principal, se volvió más aislada, pasando gradualmente a un uso principalmente agrícola.

## Arqueología
Los arqueólogos han identificado la ocupación prehistórica de los nativos americanos en Meadowview Park.